# Элиот, Уильям, 4-й граф Сент-Джерманс
Уильям Гордон Корнуоллис Элиот, 4-й граф Сент-Джерманс (англ. William Gordon Cornwallis Eliot, 4th Earl of St Germans; 14 декабря 1829 — 19 марта 1881) — британский дипломат и либеральный политик. Он носил титул учтивости — лорд Элиот с 1864 по 1877 год. Он также был президентом Общества англиканской церкви по поддержанию веры.

## Жизнь и карьера
Родился 14 декабря 1829 года в Порт-Элиоте, Корнуолл. Третий сын Эдварда Гренвиля Элиота, 3-го графа Сент-Джерманс (1798—1877), и его жены Джемаймы (урождённой Корнуоллис) (1803—1856). Он получил образование в Итонском колледже, а затем поступил на дипломатическую службу.
Список его дипломатических должностей:
- Атташе в Ганновере с 1849 по 1853 год
- Атташе в Лиссабоне с 1851 по 1853 год
- 2-й оплачиваемый атташе в Берлине с 1853 по 1857 год
- 1-й платный атташе в Константинополе с 1857 по 1858 год
- 1-й платный атташе в Санкт-Петербурге с 1858 по 1859 год
- Секретарь дипломатической миссии в Рио-де-Жанейро в 1859 году
- Секретарь дипломатической миссии в Афинах с 1859 по 1861 год
- Секретарь дипломатической миссии в Лиссабоне с 1860 по 1861 год
- Временный поверенный в делах в Рио-де-Жанейро с 1861 по 1863 год
- Исполняющий обязанности секретаря дипломатической миссии в Вашингтоне, округ Колумбия, с 1863 по 1864 год.

Он ушёл в отставку в 1865 году и был избран членом парламента от Девонпорта в 1866 году и занимал это место до 1868 года. В 1870 году он был вызван в Палату лордов на основании приказа об ускорении присвоения ему отцовского титула — барон Элиот.
Лорд Сент-Джерманс скончался неженатым в марте 1881 года в возрасте 51 года и похоронен рядом со своей матерью на кладбище Кенсал-Грин. Ему наследовал его младший брат Генри.